# Нинбург (Везер)
Ни́нбург (нем. Nienburg/Weser, н.-нем. Nienborg, Neenborg, Negenborg) — город в Германии, центр одноимённого района, расположен в земле Нижняя Саксония.

## История
Нинбург впервые упоминается в 1025 г. в документе Минденского епископства, где он называется «neue Burg» (новый замок) — должно быть, на том месте ранее уже существовал замок или он сравнивался с каким-либо старым соседним замком (например, с Вёльпе или Дракенбургом).
В 1215 г. Нинбург перешёл во владение к графам Хойам и в 1225 г. получил городские права. При разделе графства Хойа в 1345 г. Нинбург стал резиденцией графов и оставался ей до 1582 г., когда умер граф Оттон VIII Хойа, не оставивший потомства. Тогда Нинбург перешёл в собственность герцога Брауншвейг-Люнебурга и превращён в крепость.
В ходе Тридцатилетней войны Нинбург не раз оказывался в центре военных действий. В 1623 г. в Нинбурге собрал свои войска герцог Георг Каленберг. В 1625 г. город тщетно осаждал Тилли. Во время осады нинбургцы в ходе ночной вылазки захватили палатку и знамя Тилли. До сих пор в Нинбурге проводится традиционная стрельба по мишеням в память об этом событии. В последующие годы Нинбург сильно страдал от продолжительных оккупаций, разрушений, военных контрибуций, расквартирований и эпидемий чумы. В 1627 г. он был взят императорскими войсками. После этого город многократно занимали как Тилли, так и Паппенгейм. В 1635 г. Нинбург снова отошёл к герцогу Георгу. К моменту заключения Пражского мира город был оккупирован шведами. Несмотря на Вестфальский мир, они оставались там до 1650 г. За это время были заново построены крепостные сооружения, городские ворота и дома.

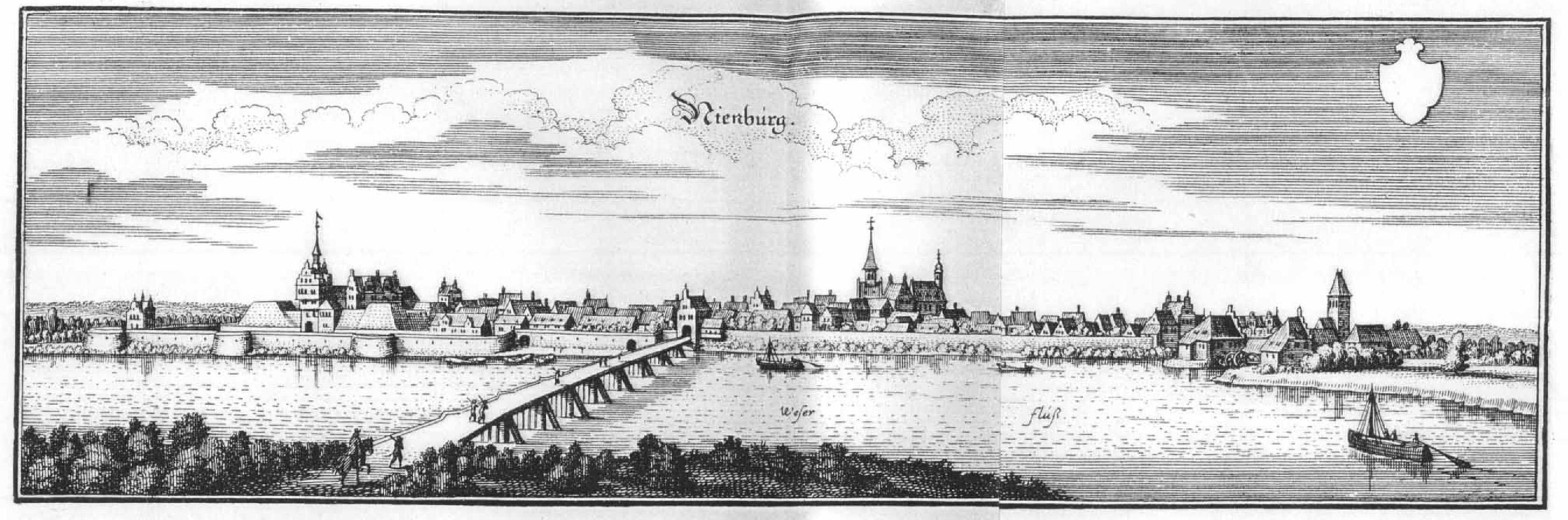
Нинбург в 1647 г.

В 1757 г., во время Семилетней войны, Нинбург был занят французскими войсками и снова пострадал от расквартирования и контрибуций. В 1758 г. французы были изгнаны из города герцогом Фердинандом.
В 1803 г., в ходе Наполеоновских войн, Нинбург был снова занят французскими войсками и пострадал от последствий оккупации и расквартирования. С 1810 по 1813 гг. город являлся коммуной Нинбург в составе округа Нинбург в департаменте Буш-дю-Везер Французской империи. В это время были уничтожены крепостные валы. В 1813 г., после неудачного похода Наполеона в Россию, французские войска бежали из Нинбурга.
В 1847 г. в Нинбург была проведена ветка Королевской ганноверской государственной железной дороги.
Несмотря на то что в начале 1933 г. СДПГ пока ещё оставалась сильной партией в городе, она так же быстро, как и другие политические организации, приобщилась к господствующей идеологии.
9 апреля 1945 г. в Нинбург вошли британские войска. В послевоенное время на территории города располагались различные лагеря беженцев, где, например, размещались немцы, изгнанные из Силезии. Один из таких лагерей находился в Лангендамме и на Цигелькампштрассе (в Кэмп-Черчилле).
В 1974 г., в ходе нижнесаксонской территориальной реформы в состав города вошли соседние самоуправления Эрихсхаген-Вёльпе, Хольторф, Лангендамм и Шеферхоф-Катриде.

### Герб
Щит разделён на золотое и червлёное поля; первое разделено на две части: в верхней части в окружении девяти червлёных сердец дикий, шагающий направо лазоревый лев с червлёным языком, в нижней — повёрнутая направо чёрная медвежья лапа с червлёными когтями; на другой части щита три остроконечных серебряных башни с лазоревой крышей, тремя окнами и золотым шариком каждая над стеной с пятью зубцами и открытыми воротами с серебряной падающей решёткой, арка которых украшена одиннадцатью зубцами.
Медвежьи лапы связаны с графами Хойами, в собственности которых Нинбург находился с 1215 по 1582 гг. Лев, окружённый сердцами, связан с Вельфами, или герцогами Брауншвейг-Люнебургскими, в чью сферу влияния Нинбург входил с 1582 по 1866 гг. Арка ворот с башнями считается символом обороноспособности, городских прав и трёх старых ворот Нинбурга (Лайненских, Северных и Везерских).

## География
Город Нинбург расположен непосредственно на берегу Везера в центре Нижней Саксонии, между Ганновером (51 км) и Бременом (64 км). Он является крупнейшим городом в среднем течении Везера.

### Районы города
К городу также относятся 4 населённых пункта:
- Эрихсхаген-Вёльпе
- Хольторф
- Лангендамм
- Шеферхоф-Катриде

Непосредственно сам Нинбург разделяется на 4 официальных квартала:
- Нордертор
- Лайнтор
- Лемвандлунг
- Альфайде

### Климат
| Показатель                           | Янв. | Фев. | Март | Апр. | Май  | Июнь | Июль | Авг. | Сен. | Окт. | Нояб. | Дек. | Год   |
| ------------------------------------ | ---- | ---- | ---- | ---- | ---- | ---- | ---- | ---- | ---- | ---- | ----- | ---- | ----- |
| Средняя температура, °C              | 0,8  | 1,4  | 4,3  | 8,0  | 12,9 | 15,9 | 17,2 | 17,0 | 13,7 | 9,7  | 5,1   | 2,1  | 9     |
| Норма осадков, мм                    | 60,5 | 44,7 | 52,1 | 50,0 | 59,8 | 76,8 | 66,0 | 65,7 | 52,7 | 48,5 | 59,9  | 67,0 | 733,7 |
| Источник: DWD Klimadaten Deutschland |      |      |      |      |      |      |      |      |      |      |       |      |       |

## Культура

### Театр
- Театр Хорнверк

### Музеи
- Музей полиции

### Музыка
В погребе объединения «Нинбургский джаз-клуб» на Лайнштрассе, 48 (вход возле гимназии имени Марион Дёнгоф) регулярно проводятся концерты. Кроме того, по соседству, в здании по адресу Лайнштрассе, 48 А, находится объединение «Нинбургская музыкальная школа», принимающее активное участие в музыкальной жизни города, в том числе в проведении Нинбургской стрельбы по мишеням, Троицкого концерта или Дня народной скорби. Ученики также дают регулярные небольшие концерты или организуют музыкальное сопровождение различных мероприятий, таких как Предрождественский рынок, Музейный праздник и др. Кроме того, раз в год дают концерт Свинг-оркестр и Молодёжный симфонический оркестр объединения «Нинбургская музыкальная школа».

### Религия
С 1976 по 2007 гг. в Нинбурге находилась суперинтендентура церковного прихода Каленберг — Хойа Евангелическо-лютеранской церкви Ганновера.

### Регулярные мероприятия
В первые выходные апреля (с пятницы по воскресенье, причём в воскресенье магазины работают) в центре города традиционно устраивается Весенний рынок.
В третьи выходные мая устраивается Спаржевый рынок. В рамках праздника ежегодно проходит «Спаржевый забег».
В конце июня — начале июля, в понедельник после «Иванова дня», устраивается традиционная стрельба по мишеням, а под конец, в среду после «Иванова дня» на столе длиной в несколько сотен метров на пешеходной улице устраивается «Картофельный обед» из картофеля в мундире с молодой сельдью и кусочками сала; праздник старой части города — крупнейший праздник в центре города (музыка исполняется с нескольких сцен в центре города), в рамках которого в четвёртую субботу сентября организуются блошиные рынки на всех центральных улицах и проходит Burn Out — бесплатный открытый музыкальный фестиваль; ряд культурных мероприятий «Нинбургская осень» с обширной программой продолжается с сентября по декабрь.
Кроме того, по средам и субботам с 8 до 13 часов на Лангенштрассе устраиваются еженедельные базары. В 2008 г. еженедельный базар был признан фондом «Живой город» красивейшим еженедельным базаром Европы.

## Спорт и отдых
Вузовский спортколлектив «Нинбург» (спортивное общество «Хольторфер», «Лангендамм», «Нинбург», спортивное общество «Хемзен» и молодёжный коллектив «Ойле»), основанный в 2003 г. и состоящий из примерно 30 команд и 500 гандболистов, является одним из крупнейших гандбольных обществ в Нижней Саксонии. Лучшая мужская команда вузовского спортколлектива играла в высшей лиге Нижней Саксонии, лучшая женская команда — в земельной лиге Ганновера. Организуемый вузовским спортколлективом молодёжный турнир «Dat Wählige Rott» является одним из крупнейших в Северной Германии турниров в закрытом помещении. Высококлассными футбольными обществами в районной лиге Нинбурга являются футбольный клуб «Хольторф», «Лангендамм» и спортивное общество «Интер-Комата».
Также Нинбург является местом проведения Нинбургского спаржевого забега — ежегодного массового мероприятия в середине мая. В 2007 г. в нём приняло участие около 1000 спортсменов.
С 1986 г. Нинбург является местом проведения крупного германского молодёжного волейбольного турнира «Маленькая нинбуржка». В волейболе сильнейшей командой является клуб «Нинбург», его женская и мужская команды выступают в высшей лиге. Спортклуб «Нинбург» также на высоком уровне сыграл с лучшей женской командой союзной лиги. Оба общества регулярно встречаются с несколькими молодёжными командами на первенстве земли.
С 1999 г. также организуется «Нинбургская ситиночь» — велогонки в районе нинбургской ратуши.
В международном мотоспорте честь Нинбурга защищает команда Вихерс-Спорт — частный туринговый гараж, который с 1999 г. выступает на национальном уровне (DTC и V8-Star), а с 2005 г. — на первенствах мира по турингу. В том же году команде со своим пилотом Марком Эннеричи удалось одержать победу на зачёте водителей личных автомобилей, после чего Вихерс-Спорт стала одной из известных частных команд в международном туринге.
В 2006 г. была основана первая футбольная команда района Нинбург — нинбургский клуб «Таурус», который играет в союзной лиге «Север».
Также в Нинбурге очень широко распространён гребной спорт. При ВОШАШ (Вёсельное отделение Нинбургской школы им. Альберта Швейцера) существует объединение «Вёсельное общество».

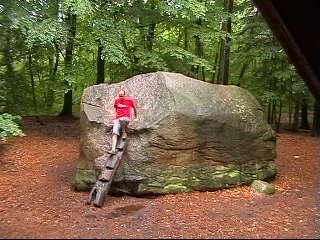
Камень Гибихенштайн у Штёксе

С точки зрения ландшафта очень интересна гора Ойлер на высоком коренном берегу в союзе общин Марклоэ, откуда открывается великолепный вид и где проложены хорошие дороги для прогулки. Достоен внимания камень «Гибихенштайн» — огромный ледниковый валун, принесённый в лес Креэ у Штёксе к востоку от Нинбурга во время ледникового периода, крупнейший объект подобного рода в Нижней Саксонии.

## Достопримечательности

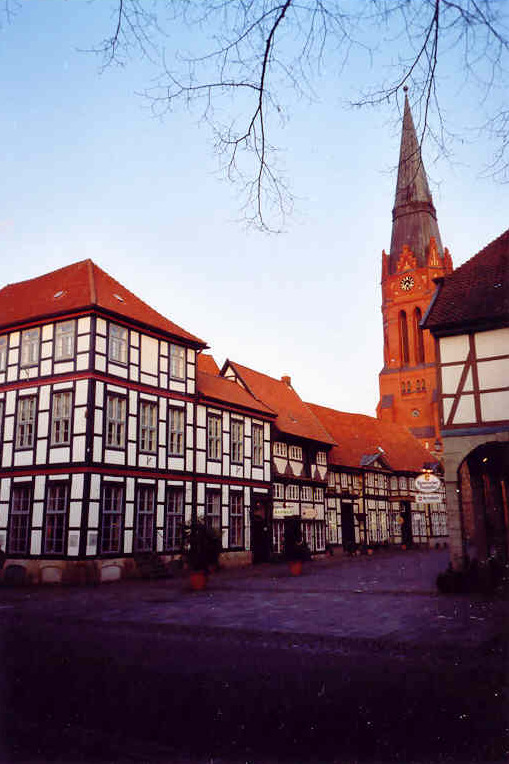
Фахверковые дома у церкви св. Мартина

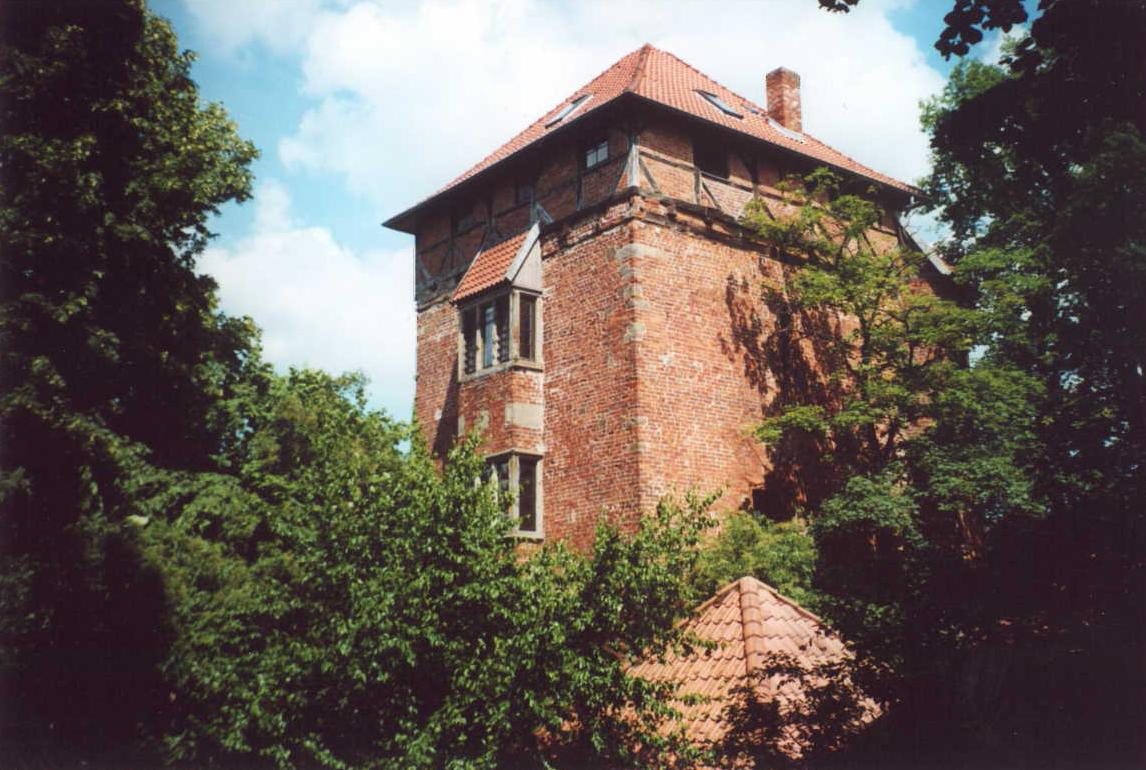
Темничная башня

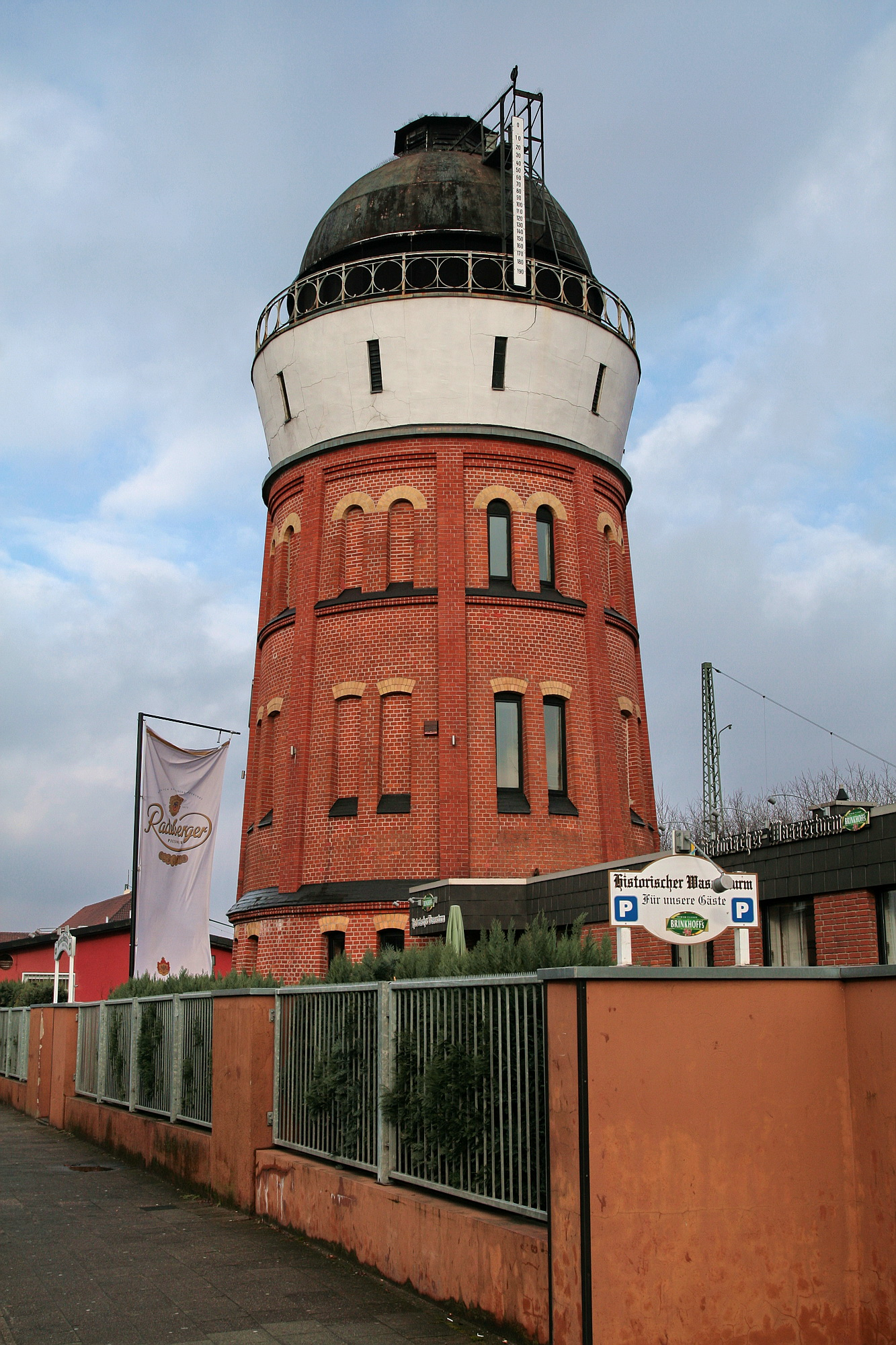
Историческая водонапорная башня

- ратуша — одно из старейших и крупнейших зданий города, построено предположительно в XIV веке
- приходская церковь св. Мартина — главная церковь города, её 72-метровая башня является символом Нинбурга
- реставрированный почтовый двор, бывший военный двор и на протяжении многих десятилетий курфюршеская (позднее Королевская ганноверская) почта с почтовым отделением и подставой
- легендарный военный двор Фрезенхоф, в котором, главным образом, жили рыцари, входившие в графскую свиту, с 1985 г. — Нинбургский музей
- Темничная башня — один из символов города, остаток старой крепости графов Хойских, защищённой водными рубежами
- Дом патриция, Лангештрассе, 41, угловой дом на Везерштрассе — один из лучших фахверковых домов города
- Дом Квет-Фаслема — двухэтажный представительный жилой дом в классическом стиле, в настоящее время — музей
- Дом мелкого крестьянина (1633 г.) в музейном саду — дом простой конструкции, отапливаемый по-чёрному. Здание сохранено в изначальном виде в небольшом местечке в районе Нинбург. В начале 60-х годов оно было скопировано в музейный сад. Внутри размещается музей спаржи Среднего Везера.

Направление улиц в центре города сохранилось со средних веков, что подтверждается планом города 1634 г. Также сохранилось много средневековых зданий (в том числе военные дворы, церковь и ратуша).
В близлежащих окрестностях районного центра находятся также достойные внимания памятники: церковь при Бюккенском монастыре — «кафедральный собор Хойской земли»; средневековый цистерцианский монастырь Локкум — орденское сооружение 1163 г.;
исторический лечебный корпус в Бад-Ребурге — единственный в Германии памятник архитектуры и культуры эпохи романтизма с раннеклассическими Новой баней, крытой галереей, Фридериковской часовней и частью бывшего курортного парка.

### Искусство в открытом пространстве

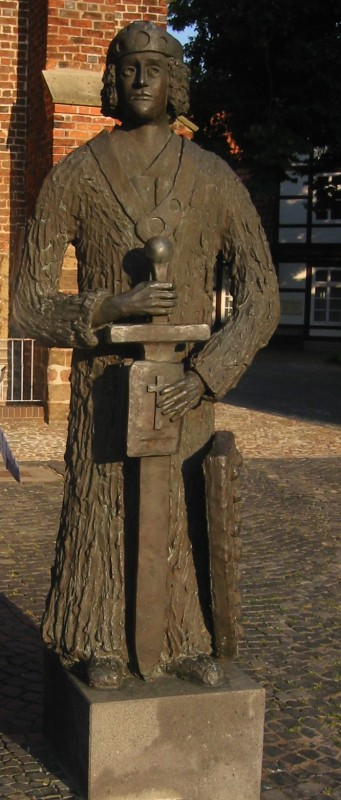
Статуя Видукинда на Кирхплац

По Нинбургу расставлено (иногда незаметно на первый взгляд) множество разнообразных скульптур и объектов, созданных местными художниками. Эти предметы искусства выполнены из различных материалов: бронзы, специальной стали, камня, гранита и дерева.
- в старой части Нинбурга
  - на Лангештрассе бронзовая статуя Нинбургский стеклодув (1989, Курт Тассоти). Статуя напоминает о традиции изготовления стекла в Нинбурге и является подарком фирмы «Nienburger Glas» жителям города по случаю 100-летнего юбилея фирмы.
  - на Лангештрассе (в южной стороне) Спаржевый колодец (1998, бронза, Хельге Михаэль Брайг). Скульптура символизирует славу Нинбурга как «Города спаржи».
  - у Театра Хорнверк Ржущий жеребец (1981, бронза, копия, установлена в 1989 г., Герхард Маркс). Статуя установлена к открытию театра, аналогичные копии находятся в Ахене и Гиссене. Герхард Маркс был одним из выдающихся скульпторов-экспрессионистов в Германии.
  - на Мербахе, в скверах на месте старых городских валов на Мюленштрассе скульптура Марион + Везер (1976, камень, Штефан Геза). Грудной ребёнок в руках каменной фигуры символизирует Везер. Образцом для фигуры послужила маленькая девочка из Лезе (район Нинбург (Везер)).
  - в сквере на Лайнштрассе бронзовая статуя Рос-Бейяр (1987, Михаэль Пельманн). Подарок города-побратима Дендермонде (Бельгия).
  - на Кирхплац две бронзовых статуи Карл Великий и Саксонский герцог Видукинд (1991, проф. д-р Фолькер Нойхофф). Скульптуры символизируют примирение двух заклятых врагов. Установлены по случаю 550-летия приходской церкви св. Мартина.
  - у почты Маленькая нинбуржка (1979, бронза, Марианне Блеке-Эрет). Установлена по результатам конкурса по случаю 950-летия Нинбурга в 1975 г. Название связано с популярной в конце XIX века народной песней «Ich bin die kleine Nienburgerin» («Я маленькая нинбуржка»).
  - на Хакенштрассе дубовая скульптура Бегущие деревья (1996, Бернд Мёникус). Памятник против уничтожения тропических лесов. Художественное произведение создано районной группой BUND в городе Нинбурге.

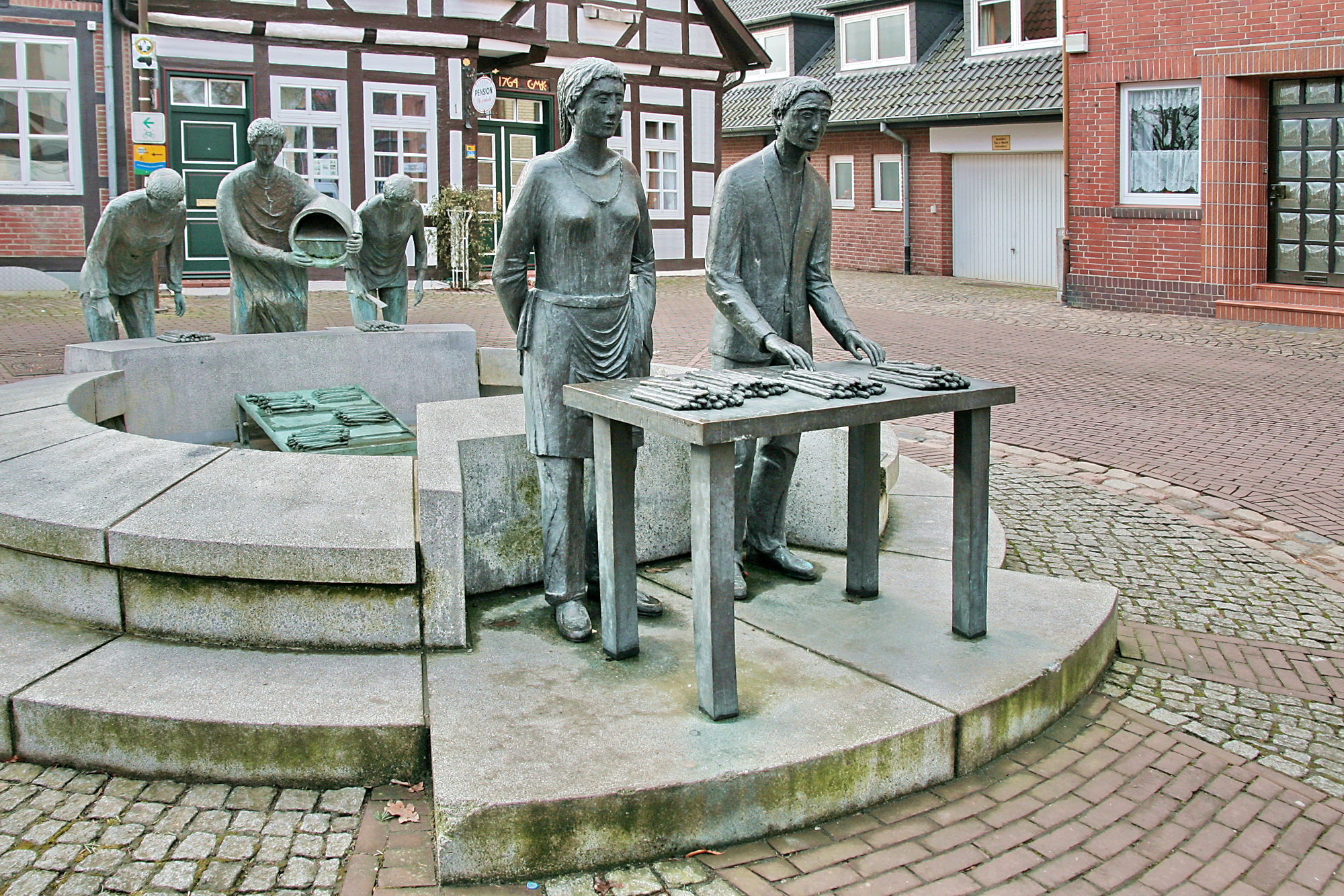
«Спаржевый колодец»
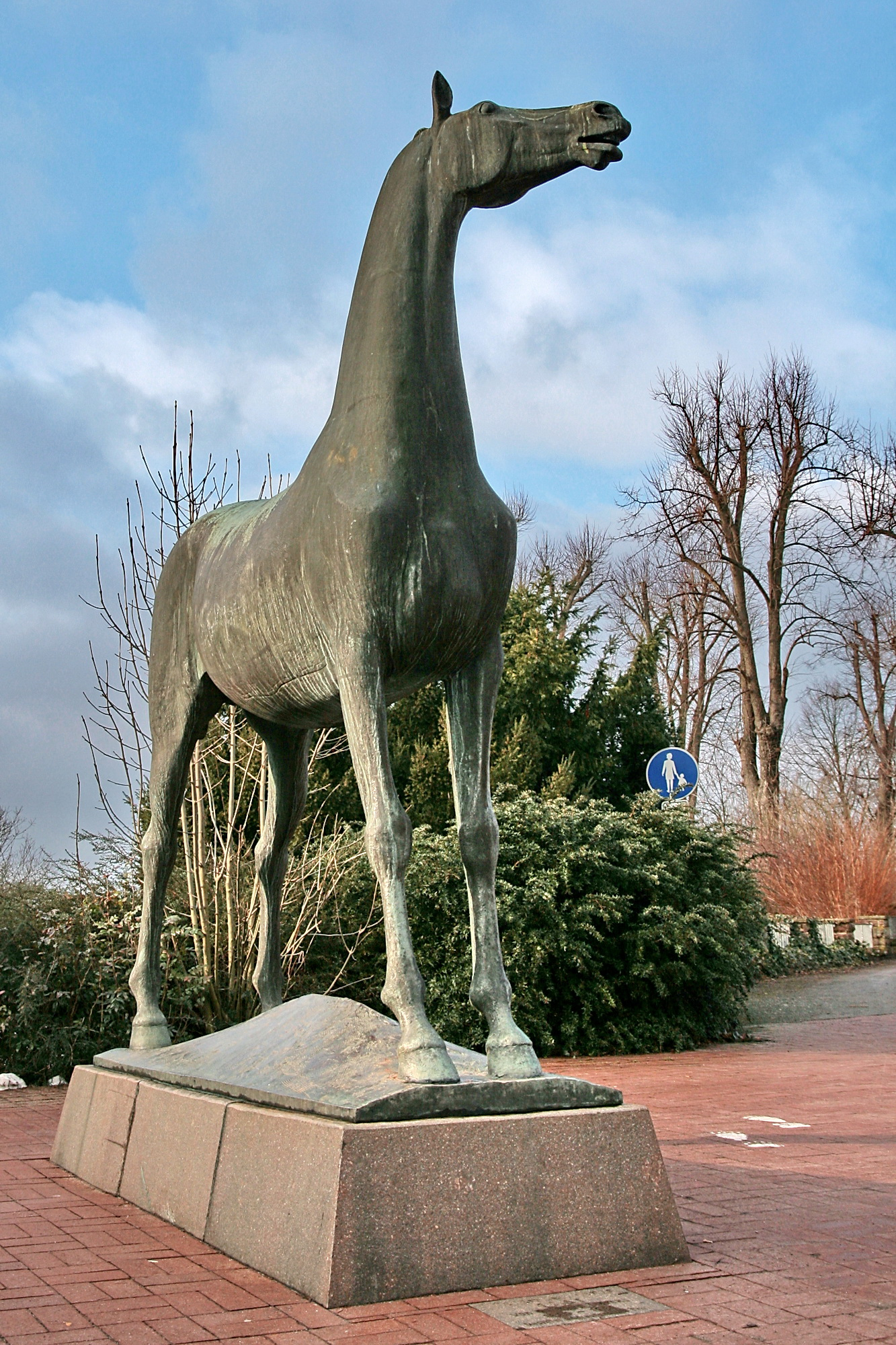
«Ржущий жеребец»
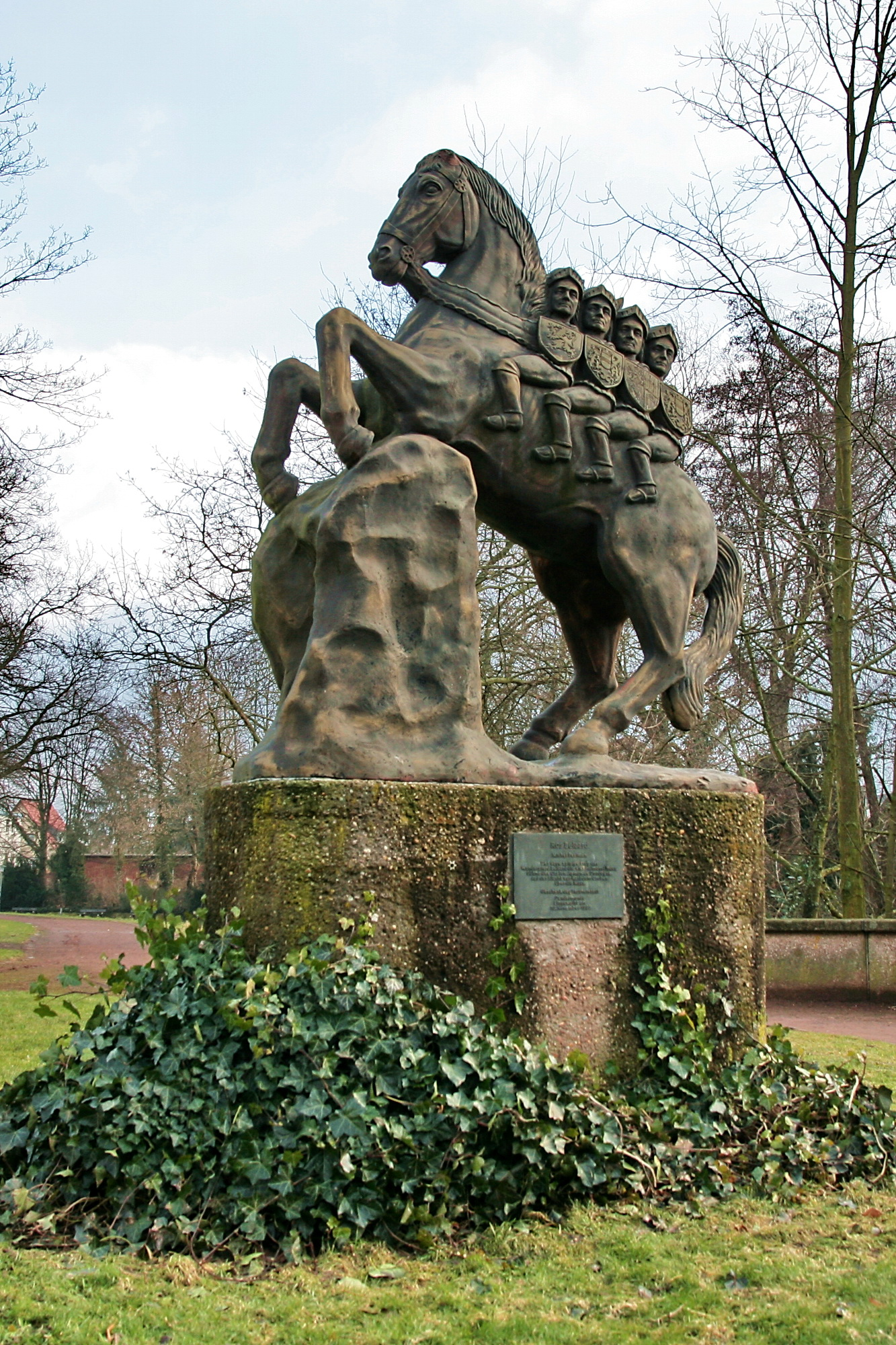
«Рос-Бейяр»
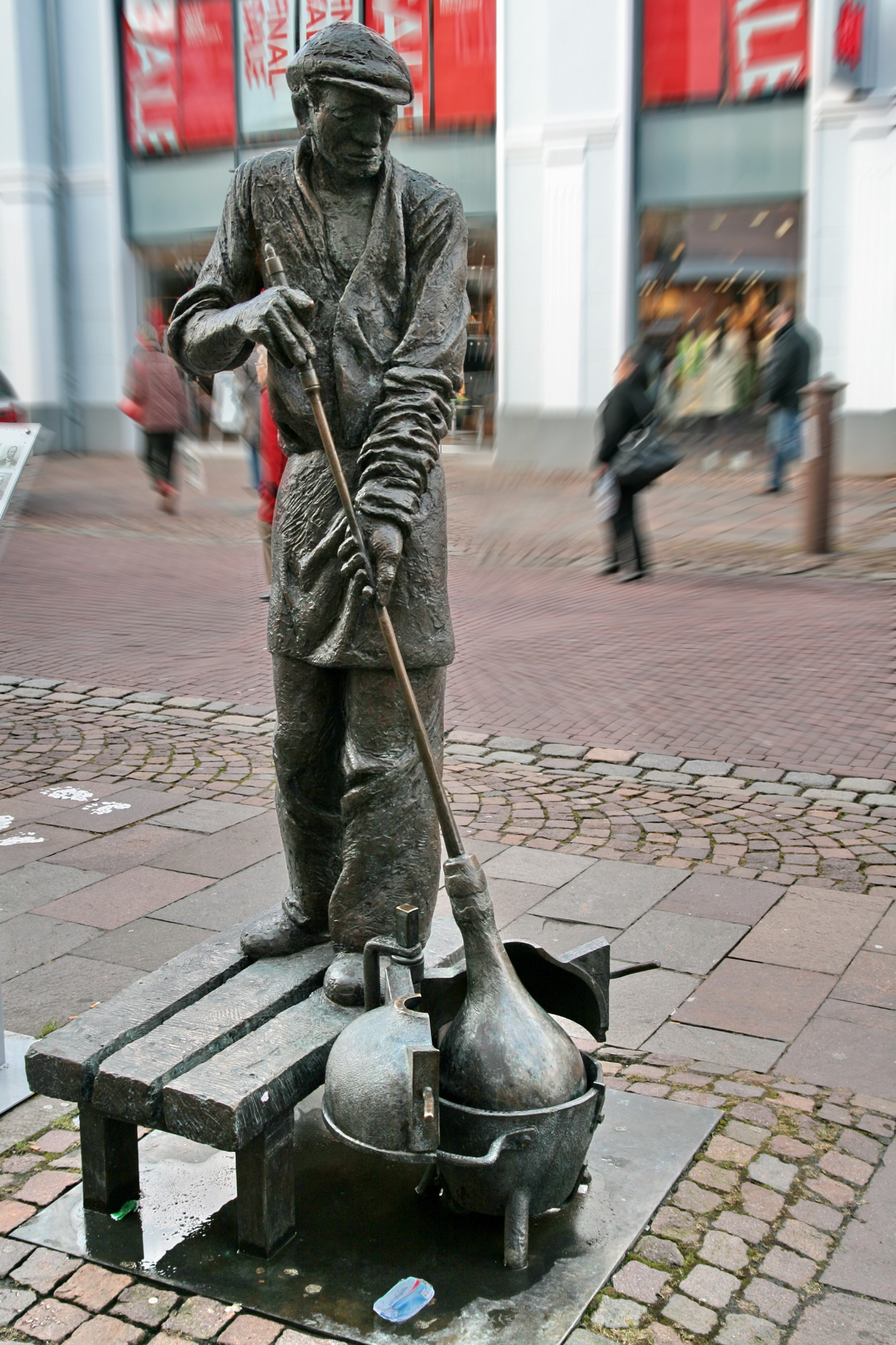
«Стеклодув»

- за пределами старой части Нинбурга
  - у почты на Ферденерштрассе Расставание (1990, бронза, Аксель Зайлер). Скульптура создана в рамках мероприятий по разделению Федеральной почты на Deutsche Post и Deutsche Telekom. При этом фигуры символизируют связь обеих частей.
  - на Ферденерштрассе у Агентства по занятости населения скульптура Флора II (1989, Фриц Кёниг). Установлена в рамках строительства новой биржи труда.
  - на Гётеплац колодец Три грации (1979, специальная сталь, Йоахим Вольфф). Установлена по случаю строительства здания административного суда.
  - на Хафенштрассе скульптура Казна (1988, Кристиане Мёбус). Художественное произведение изготовлено из гранита и позолочённой бронзы в рамках строительства регионального Главного управления Центрального банка ФРГ.

### Еврейское кладбище
На Еврейском кладбище на Брухштрассе находится более 200 иудейских надгробных камней 1694—1950 гг. Кладбище является ценнейшим памятником культуры.

### Фирменные блюда
- «Нинбургская спаржа» — особенный деликатес, имеющий различные вариации приготовления и выращиваемый поблизости. Значение этого овоща для региона доказывается существованием Нижнесаксонского музея спаржи и Нижнесаксонского спаржевого пути.
- «Нинбургские медвежьи лапы»: изгнание гугенотов из Франции сделало Нинбург местом сохранения сладкого секрета. В 1791 г. семья Факомпре привезла со своей родины строго охраняемый рецепт бисквита. Здесь же изготовили медную печать графов Хойских, владевших Нинбургом до 1582 г., в форме медвежьих лап. В настоящее время ещё имеются в продаже настоящие защищённые «Нинбургские медвежьи лапы».

### Маленькая нинбуржка

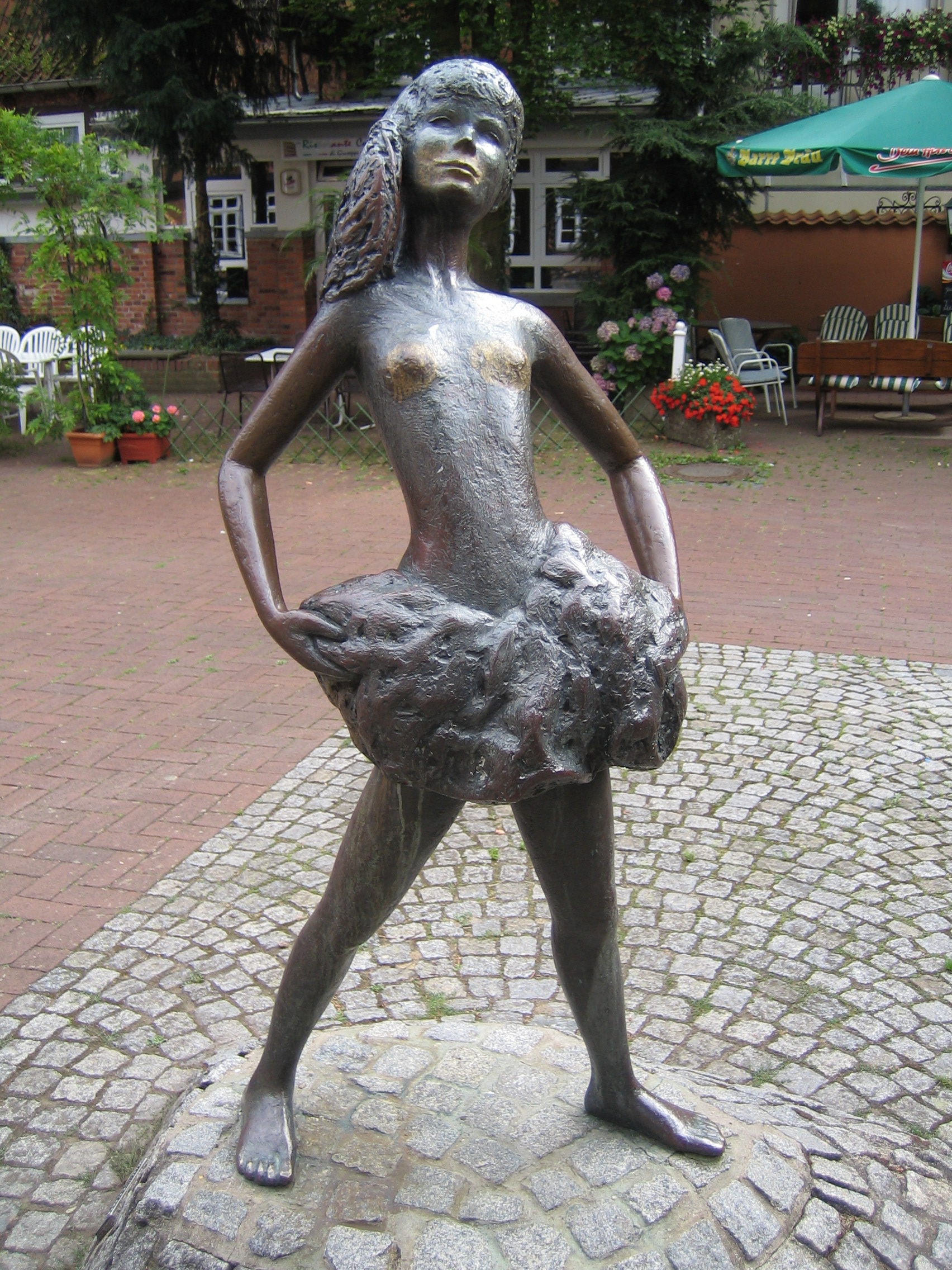
Маленькая нинбуржка

Маленькая нинбуржка — героиня народной песни. В 1975 г. ей был установлен бронзовый памятник у здания почты. С 1994 г. каждый год в районном центре выбирается молодая женщина, которая должна представлять город на различных мероприятиях совместно с лицами из сферы политики, управления и хозяйства города. Во время своих выступлений она должна одеваться в историческое платье эпохи бидермейер. Маленькая нинбуржка — фигура, символизирующая Нинбург на Германской сказочной улице, которая идёт от Ханау через Нинбург до Бремена.
На боковом фасаде почты устроены куранты, которые каждый день в 9, 12 и 15 часов играют мелодию песни «Я маленькая нинбуржка». В этой песне, которая была хорошо известна в городе и окрестностях на рубеже столетий, а в тридцатые годы часто исполнялась по радио, поочерёдно поётся об одежде маленькой нинбуржки и каленбургского крестьянина. Такое антифонное пение раньше часто встречалось на границе земель и имеет этнографический смысл, который можно обозначить как соседское поддразнивание. Когда бьют куранты, они напоминают о столетиями существующей границе между княжествами Люнебург и Каленберг. Эта граница проходит лишь в нескольких километрах к северу и востоку от города.

## Население
Население составляет 31 924 человека (на 31 декабря 2010 года).
| Численность жителей Нинбурга (Везер) | Численность жителей Нинбурга (Везер) | Численность жителей Нинбурга (Везер) | Численность жителей Нинбурга (Везер) | Численность жителей Нинбурга (Везер) | Численность жителей Нинбурга (Везер) | Численность жителей Нинбурга (Везер) | Численность жителей Нинбурга (Везер) | Численность жителей Нинбурга (Везер) | Численность жителей Нинбурга (Везер) | Численность жителей Нинбурга (Везер) | Численность жителей Нинбурга (Везер) | Численность жителей Нинбурга (Везер) | Численность жителей Нинбурга (Везер) |
| Год                                  | 1998                                 | 1999                                 | 2000                                 | 2001                                 | 2002                                 | 2003                                 | 2004                                 | 2005                                 | 2006                                 | 2007                                 | 2008                                 | 2009                                 | 2010                                 |
| ------------------------------------ | ------------------------------------ | ------------------------------------ | ------------------------------------ | ------------------------------------ | ------------------------------------ | ------------------------------------ | ------------------------------------ | ------------------------------------ | ------------------------------------ | ------------------------------------ | ------------------------------------ | ------------------------------------ | ------------------------------------ |
| Население, чел.                      | 32 789                               | 32 659                               | 32 611                               | 32 454                               | 32 462                               | 32 543                               | 32 691                               | 32 803                               | 32 764                               | 32 384                               | 32 205                               | 32 152                               | 31 924                               |

## Управление и политика

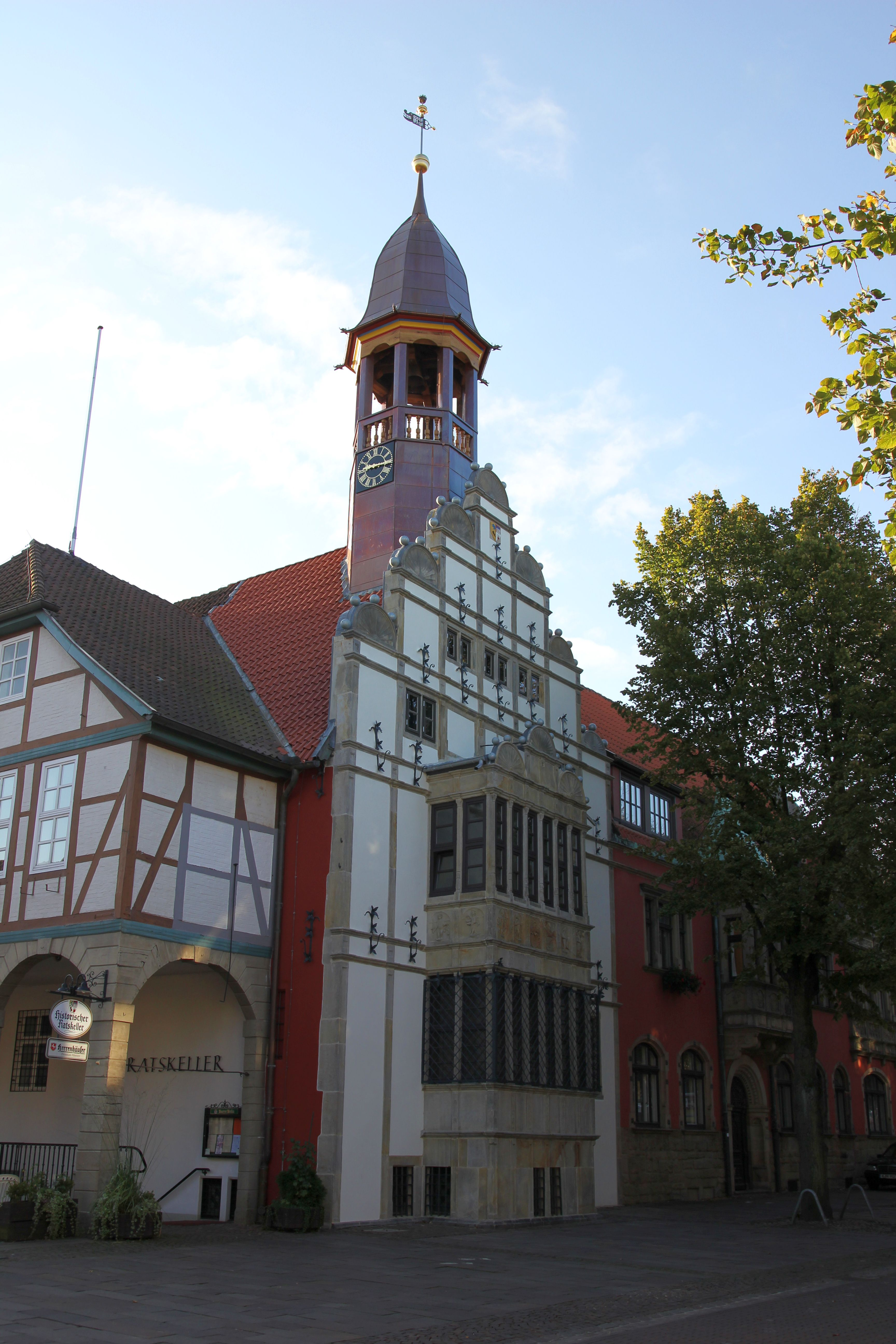
Отреставрированный фронтон ратуши с новой башней и наконечником, 2011

38 мест городского совета распределены следующим образом:
- 14 мест — СДПГ, в том числе 1-й заместитель бургомистра Рольф Варнекке
- 13 мест — ХДС, в том числе 2-й заместитель бургомистра Вильхельм Шлемермайер
- 6 мест — Зелёные, в том числе 3-й заместитель бургомистра Хедда Фрезе
- 3 места — СИ
- 1 место — Свободная демократическая партия (СвДП)
- 1 место — Левая партия Нинбурга

Кроме того, место в совете имеет и бургомистр Хеннинг Онкес.
(Состояние: Муниципальные выборы 11 сентября 2011 г.)

## Экономика
Крупнейшим предприятием города является Ardagh Glass Germany, которое в целом имеет в Германии девять заводов по производству стеклянной тары. Кроме того, в Нинбурге находится катализаторный завод BASF Catalysts Germany, на котором производятся катализаторы для нейтрализации отработавших газов в автомобильном секторе.

## Образование
В Нинбурге (Везер) долгие годы находилось современное отделение архитектуры и инженерно-строительных наук Ганноверского высшего профессионального училища, где обучалось около 850 студентов. Это высшее профессиональное училище образовано из строительного техникума XIX века, который сильно повлиял на новую историю города и в котором преподавал известный архитектор Бруно Эмануэль Квет-Фаслем, являвшийся королевским советником по вопросам строительства. Решением Правительства земли Нижняя Саксония Нинбургский филиал Ганноверского ВПУ с его отделениями архитектуры и инженерно-строительных наук, несмотря на ожесточённые протесты жителей Нинбурга и района, в 2003 г. был закрыт. С зимнего семестра 2004—2005 гг. студенты в Нинбурге более не обучаются. Старейший строительный техникум Нижней Саксонии был окончательно закрыт 1 марта 2009 г. Так завершилась богатая традициями 156-летняя история этого учреждения.
С 1 октября 2007 г. в городе размещается правление Полицейской академии Нижней Саксонии. Здесь обучается около 500 студентов из полиции. Постоянный состав Полицейской академии насчитывает около 130 человек.
Долгие исторические традиции имеют также обе гимназии в центре Нинбурга: школа им. Альберта Швейцера (первая в Германии гимназия, названная в честь Альберта Швейцера в 1949 г., ещё с его личного согласия) и гимназия им. Марион Дёнгоф, получившая звание школа окружающей среды Европы а до 8 мая 2006 г. называвшаяся школой им. Гинденбурга.

## Транспорт
Нинбург расположен на четырёх федеральных шоссе: B 6, B 214, B 215 и B 209. Запланированные ранее скоростные автомобильные магистрали федерального значения A 32 и A 35 не будут реализованы. Ввиду этого у Нинбурга нет прямого выхода к сети автострад.

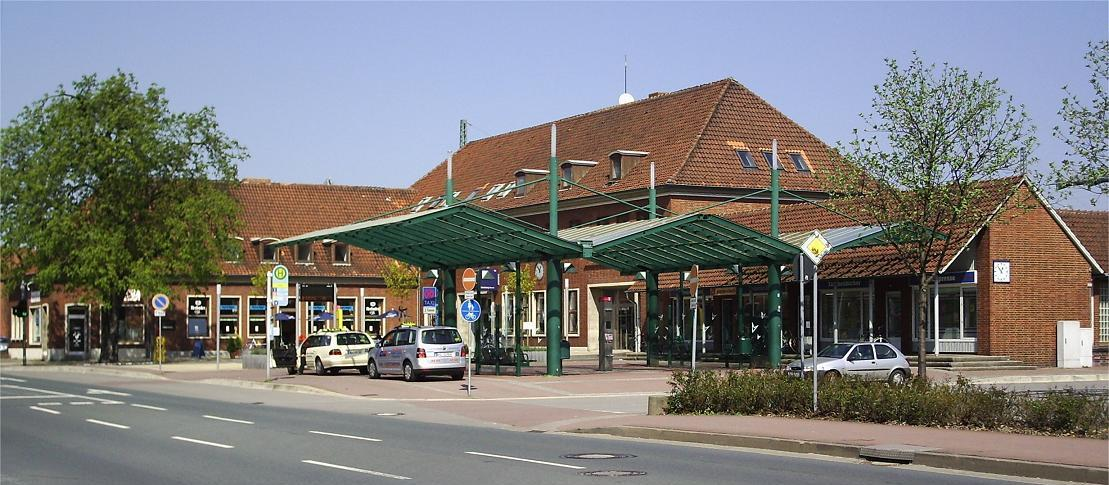
Станция Нинбург (Везер)

Станция Нинбург (Везер) находится на участке железной дороги Бремен — Ганновер, откуда ответвляется железная дорога Везер — Аллер в направлении Миндена. Через город проходит линия 56, по которой каждые два часа следует поезд IC Ольденбург — Ганновер — Магдебург — Лейпциг — Берлин.
Пригородное пассажирское сообщение осуществляется:
- ежечасно на RE (Норддайх — Эмден —) Бремен-Гл. — Ганновер-Гл.
- в конце недели и в праздники каждые два часа по железной дороге Везер — Аллер Ротенбург — Ферден — Минден
- по рабочим дням каждые два часа проходит Порта-Экспресс Нинбург — Минден — Билефельд
- каждый час отправляется поезд городской железной дороги S2 до Ганновера-Гл. — Хасте.

Участок железной дороги Раден — Нинбург от Нинбурга до Либенау используется только для грузового движения. С 1997 г. движение на участке железной дороги Нинбург — Дипхольц от Нинбурга до Зулингена приостановлено.
На территории города организована сеть городских автобусов, состоящая из четырёх маршрутов. Существует «план Рандеву», по которому центральным местом пересадки является «Сити-встреча». Маршрутами 1 и 3 можно добраться до станции, эти маршруты имеют общую конечную остановку, благодаря чему число пересадок сокращается. Автобусы курсируют только по рабочим дням, а в субботу их работа останавливается около 14 ч. 30 мин.
Прямой выход к сети внутренних водных магистралей существует через Везер. Выход к Среднегерманскому каналу находится в 35 км от города.

## Здравоохранение и безопасность
Нинбург — главное место расположения клиники Среднего Везера — больницы, входящей в объединение клиники Рён. Нинбургская больница с 2006 г. размещается в новом здании на территории, где прежде находились казармы британских вооружённых сил. Старое здание больницы в мае 2001 г. пришло в негодность, и на его месте был создан дом для престарелых и инвалидов.
Пожарная команда города Нинбурга размещена по четырём пожарным частям в Нинбурге, Хольторфе, Эрихсхагене и Лангендамме, а дополнительное отделение находится на Ферденерштрассе — на Центральной пожарной станции района Нинбург (Везер). Там находится и командный пункт, в который направляются все сигналы тревоги района. Все пожарные части состоят из добровольных пожарных команд, однако на вахте в центре города на Берлинерринг всё же работают штатные сотрудники.

## Вооружённые силы

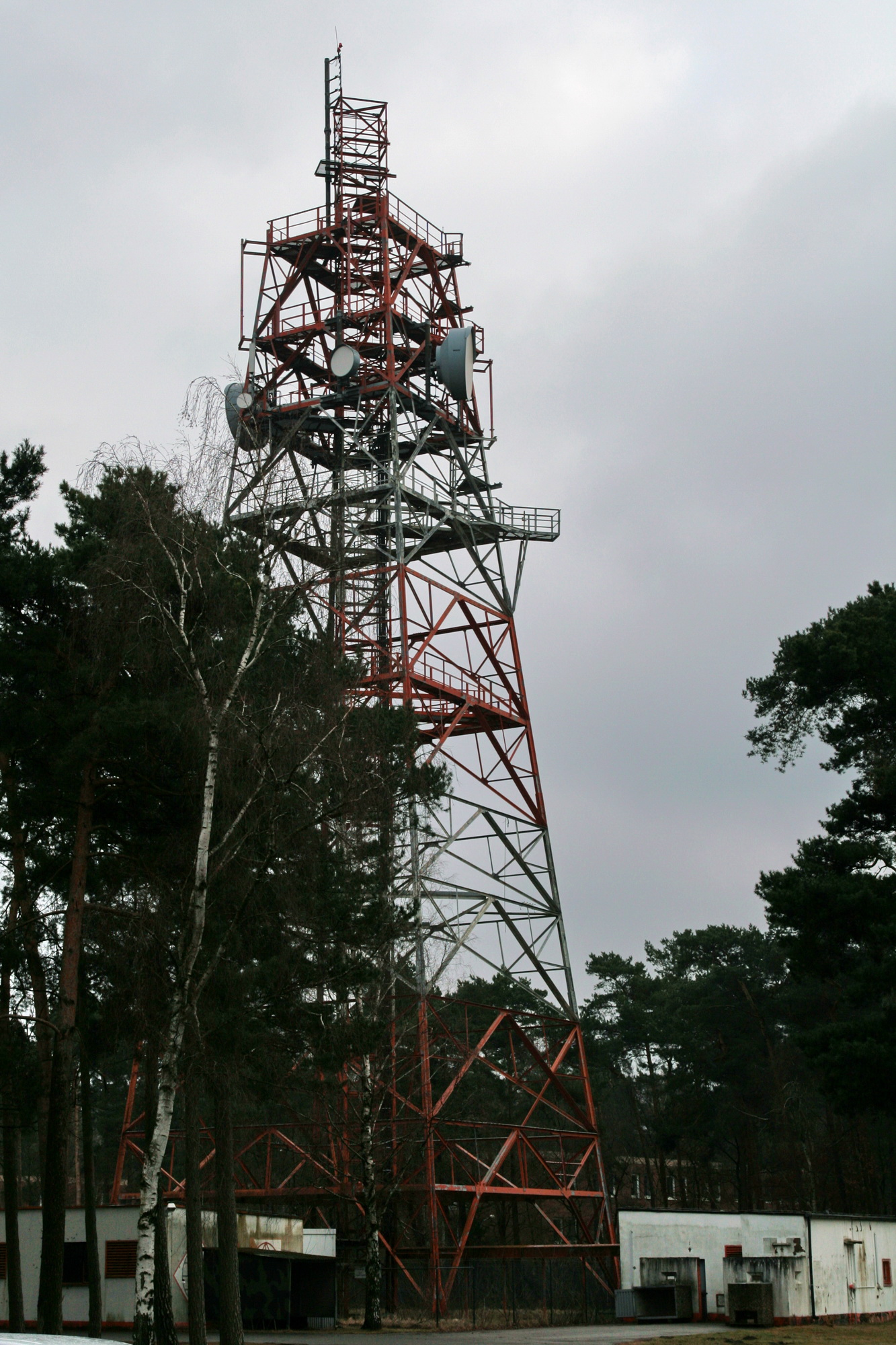
Мачта направленной радиосвязи бундесвера в Лангендамме

Нинбург всегда являлся гарнизонным городом, начиная со времён Тридцатилетней войны. В 1943 г. в казармах была размещена 269-я пехотная запасная рота войск связи и периодически располагалась 269-я полковая школа. С 1950 по 1996 гг. в современных бараках Ассе находились казармы 21-го инженерного полка британской рейнской армии, пока его не перевели в Оснабрюк. Бундесвер с 1957 г. использовал новые казармы Клаузевиц в Лангендамме, где разместились значительная часть 3-й танковой бригады и часть 1-го артиллерийского полка. В настоящее время там базируется центр CIMIC и 912-й батальон радиоэлектронных войск.

## Города-побратимы
| Город                        | Провинция/Штат                 | Страна   |
| ---------------------------- | ------------------------------ | -------- |
| Дендермонде                  | Восточная Фландрия             | Бельгия  |
| Лас-Крусес                   | Нью-Мексико                    | США      |
| Витебск                      | Витебская область              | Беларусь |
| Бартошице (нем. Bartenstein) | Варминско-Мазурское воеводство | Польша   |
| Нинбург (Зале)               | Саксония-Анхальт               | Германия |